# Alegeri în Regatul Unit
În Regatul Unit, există șase tipuri de alegeri: alegeri pentru Camera Comunelor a Parlamentului Regatului Unit (denumite în mod obișnuit „alegeri generale”), alegeri parlamentare și adunări deviate, alegeri pentru Parlamentul European, alegeri locale, alegeri pentru primării și poliție și alegerile comisarului de criminalitate. În cadrul fiecăreia dintre aceste categorii pot exista și alegeri secundare. Alegerile sunt organizate în Ziua alegerilor, care este convențional joi. De la adoptarea Legii din 2011 privind parlamentarele pe termen fix pentru alegerile generale, toate cele șase tipuri de alegeri sunt organizate după perioade fixe, deși alegerile anticipate pentru parlament, adunările și parlamentarele defavorizate pot avea loc în anumite situații. Cele șase sisteme electorale utilizate sunt: sistemul de pluralitate cu un singur membru (primul-trecut-la-post), sistemul de pluralitate multi-membri, reprezentarea proporțională a listei partidelor, votul unic transferabil, sistemul de membri suplimentari și votul suplimentar.

## Desfășurare
Alegerile sunt administrate local: în fiecare autoritate locală de nivel inferior, procedura de votare este administrată de ofițerul electoral sau de ofițerul care organizează alegerile, iar întocmirea și întreținerea listei electorale de către ofițerul de înregistrare electorală (cu excepția Irlandei de Nord, unde Biroul Electoral pentru Irlanda de Nord își asumă ambele responsabilități). Comisia electorală stabilește standarde și emite orientări pentru ofițerii care se întorc și ofițerii de înregistrare electorală și este responsabilă pentru administrația electorală la nivel național (cum ar fi înregistrarea partidelor politice și conducerea administrării referendumurilor naționale).

## Sistem electoral

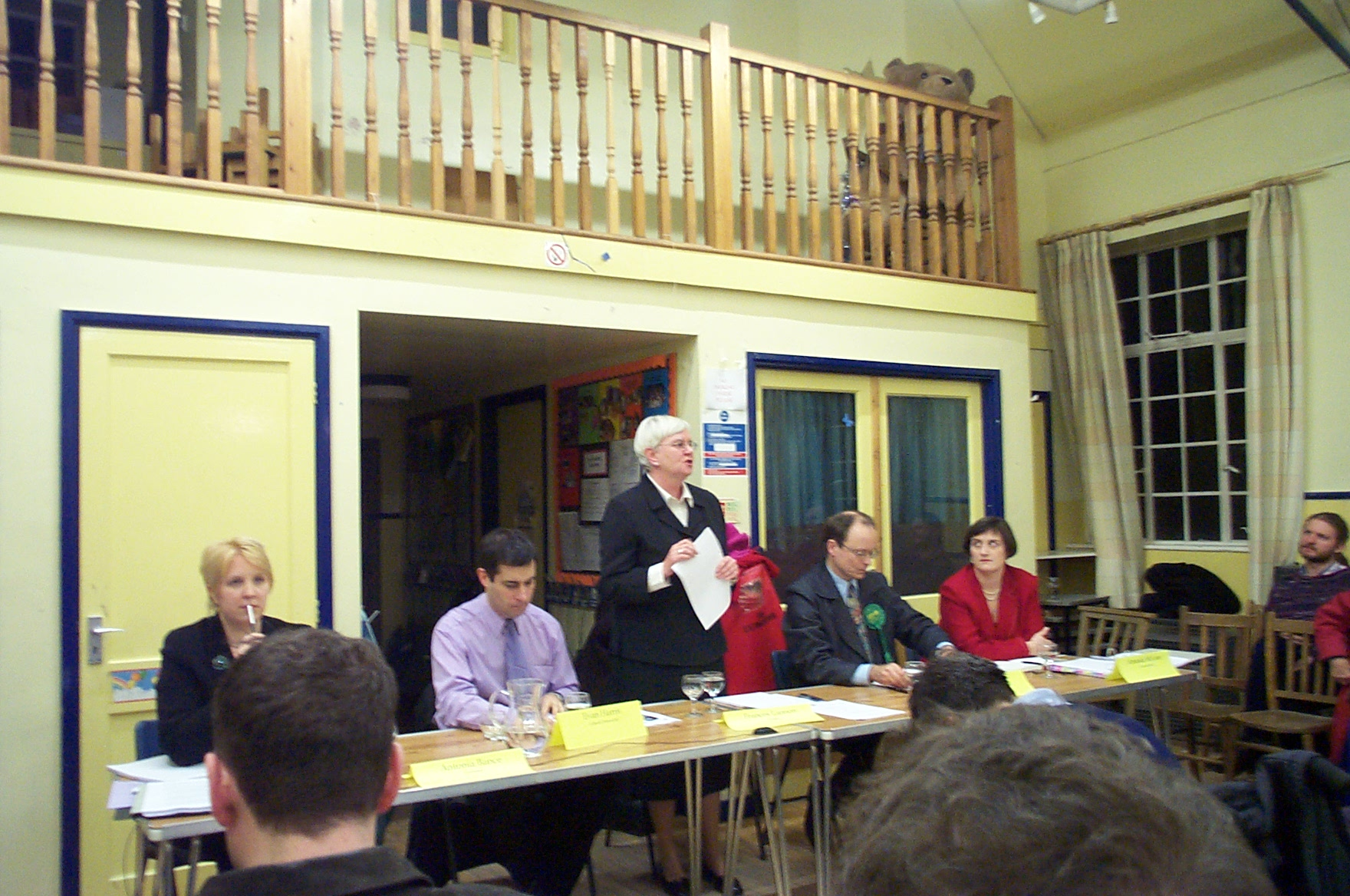
O pre-alegere care se agită în circumscripțiile de la Oxford West și Abingdon, Anglia.

### În partide
Partidele politice sunt organizațiile dominante în sistemul politic modern al Regatului Unit. Majoritatea candidaților la alegeri sunt în numele partidelor politice de diferite dimensiuni. Toate partidele, oricât de mari sau mici, trebuie să fie înregistrate la Comisia Electorală pentru a putea funcționa și candida. Partidele trebuie să raporteze în mod regulat donații, împrumuturi și cheltuieli la alegerile naționale. De asemenea, partidele mai mari trebuie să depună, conturi auditate anual.
Majoritatea partidelor vor avea un lider individual. Liderii principalelor partide vor fi acei „candidați” ai partidelor pentru funcția de prim-ministru - deși nu există o poziție formală de „candidat la prim-ministru”, întrucât primul ministru este numit de monarh decât să fie ales direct. În cazul în care un partid are membri aleși pentru un parlament, întrunire sau consiliu local, ei vor încerca, de obicei, să urmeze o poziție unită și să mențină un grup disciplinat folosind sistemul de bici. Până în 2005, cu excepția exclusivă din 1923, Regatul Unit a avut efectiv un sistem de două partide ca urmare a sistemului First-Past-The-Post folosit pentru alegerile generale și locale. Legea lui Duverger pare cu siguranță retrasă în istoria politicii parlamentare britanice. Înainte de Primul Război Mondial, Regatul Unit avea un adevărat sistem de două partide: principalele partide erau conservatorii (care au devenit Partidul Conservator) și Whigs (care a devenit Partidul Liberal), deși după emanciparea catolică a existat și un irlandez substanțial Partidul parlamentar. După al Doilea Război Mondial, partidele dominante au fost conservatoare și laburiste. Niciun terț nu s-a apropiat de câștigarea unei majorități parlamentare, deși Johnston et al. a scris despre alegerile din 1950 până în 1997:
„Din ce în ce mai multe, un număr de partide mai mici (sau terțe) a câștigat o proporție substanțială din voturile exprimate”.
Partidele terțe și partidele mai mici au votat întotdeauna cel puțin 20% din voturile dintre ele încă din anii 1980, în timp ce Liberalii democrați au câștigat 62 din 646 de locuri în Camera Comunelor în 2005, ceea ce a determinat unii spectatori să considere Parlamentul Westminster ca sistemul de partid "doi și jumătate".
Partidele mai mici primesc o proporție mai mare de voturi și o proporție mult mai mare de locuri, în acele alegeri care folosesc o formă de sistem proporțional: adică alegerile regionale pentru Parlamentul Scoțian, Adunarea Galilor, Adunarea Irlandei de Nord și Adunarea de la Londra și Europeană Alegerile Parlamentului. Partidele, cum ar fi Plaid Cymru, Partidul de Independență al Regatului Unit și Partidele Verzi au o performanță mai bună la aceste alegeri, ceea ce poate fi considerat a produce un sistem multipartid.
Este relativ ușor să candideze la alegeri în calitate de candidat independent, deși victoriile sunt foarte rare și implică, de obicei, circumstanțe speciale (de exemplu, victoria lui Martin Bell în fața parlamentarului conservator discreditat Neil Hamilton, a fost ajutat de partidele majore care stau deoparte și nu contestă alegerile ). În urma alegerilor generale din 2005, au existat trei parlamentari independenți, numărul cel mai mare din 1945, însă doar unul dintre aceștia a fost returnat la alegerile din 2010.

### Selecția candidatului parlamentar
Aproape orice alegător înregistrat are dreptul să candideze la alegeri în Parlament, cu condiția să depună formulare de nominalizare semnate de zece alegători din circumscripția pe care doresc să o conteste, împreună cu un depozit de 500 de lire sterline (care este returnat candidatului după alegeri dacă ele sondează mai mult de 5% din voturi).
Selecția candidaților are grijă să participe la partidele politice este responsabilitatea partidului în sine și toate partidele urmează procedurile următoare.
Cele mai mari trei partide, Partidul Conservator, Partidul Laburist și Liberalii Democrați, au liste de candidați aprobate central.
În Partidul Conservator, asociațiile electorale selectează candidații electoratului lor.
În Partidul Laburist, Partidele Laburiste de Constituție (CLP) selectează candidații la alegerile generale parlamentare, utilizând procedurile convenite de Comitetul Executiv Național (NEC). Diferite proceduri se aplică atunci când un parlamentar de muncă în ședință indică faptul că dorește să candideze la reelecție. În foarte rare ocazii, NEC își poate retrage aprobarea unui candidat (inclusiv deputați în ședință) după finalizarea procesului de selecție. Aceștia au exercitat această putere cu privire la unii dintre parlamentarii implicați în scandalul de cheltuieli înainte de alegerile generale din 2010.